# Kento Hashimoto
Kento Hashimoto (jap. 橋本 拳人, Hashimoto Kento; * 16. August 1993 in Tokio, Präfektur Tokio) ist ein japanischer Fußballspieler, der beim heimischen Erstligisten FC Tokyo unter Vertrag steht.

## Karriere

### Verein
Bereits seit seiner Jugend spielt er für den FC Tokyo. 2012 unterschrieb er hier auch seinen ersten Profivertrag. Der Verein spielte in der höchsten Liga des Landes, der J1 League. Von Mai 2013 bis Dezember 2014 wurde er an den Zweitligisten Roasso Kumamoto aus Kumamoto ausgeliehen. Für Kumamoto absolvierte er 60 Zweitligaspiele. 2015 spielte er zweimal in der J.League U-22 Selection. Diese Mannschaft, die in der dritten Liga, der J3 League, spielte, setzte sich aus den besten Nachwuchsspielern der höherklassigen Vereine zusammen. Das Team wurde mit Blick auf die Olympischen Sommerspiele 2016 in Rio de Janeiro gegründet. Die Auswahl der Spieler erfolgte auf wöchentlicher Basis aus einem Pool, für den jeder Verein förderungswürdige Talente benennen konnte; die Zusammensetzung der Mannschaft variierte daher sehr stark von Spiel zu Spiel. 2016 kehrte er wieder zum FC Tokyo zurück. Im Finale um den J.League Cup 2020 besiegte Tokyo am 4. Januar 2021 Kashiwa Reysol mit 2:1. Im Juli 2020 ging er dann zum FK Rostow in die russische Premjer-Liga. Zwei Monate später nahm er mit dem Verein an der 3. Qualifikationsrunde zur UEFA Europa League teil, wo man Maccabi Haifa mit 1:2 unterlag. Nach dem Russischen Überfall auf die Ukraine wechselte er im März 2022 auf Leihbasis bis zum Saisonende zu Vissel Kobe. Anschließend folgte eine weitere Leihe über die komplette Spielzeit 2022/23 an den spanischen Zweitligisten SD Huesca. Nach Beendigung dieser wurde er von Huesca fest verpflichtet und ein Jahr später ging er weiter zum Ligarivalen SD Eibar. Im Januar 2025 folgte dann der Wechsel zurück zu seinem ehemaligen Verein FC Tokyo.

### Nationalmannschaft
Nachdem er schon jeweils einmal für die japanische U-19 und U-23-Auswahlen gespielt hatte, bestritt er am 26. März 2019 bei einem Freundschaftsspiel gegen Bolivien (1:0) seine erste Partie für dessen A-Nationalmannschaft. Bei der WM-Qualifikation im Juni 2021 schoss er dann gegen Tadschikistan (4:1) auch seinen ersten Treffer für die Auswahl.

## Erfolge
FC Tokyo
- Japanischer Ligapokalsieger: 2020